# Metasclerosoma
Metasclerosoma is een geslacht van hooiwagens uit de familie Sclerosomatidae.
De wetenschappelijke naam Metasclerosoma is voor het eerst geldig gepubliceerd door Roewer in 1912. 

## Soorten
Metasclerosoma omvat de volgende 5 soorten:
- Metasclerosoma depressum
- Metasclerosoma remyi
- Metasclerosoma sardum
- Metasclerosoma siculum
- Metasclerosoma simile